# 日本とアンティグア・バーブーダの関係
日本とアンティグア・バーブーダの関係（にほんとアンティグア・バーブーダのかんけい、英語: Japan–Antigua and Barbuda relations） では、日本とアンティグア・バーブーダの関係について概説する。

## 両国の比較
|             | アンティグア・バーブーダ   | 日本                           | 両国の差                                   |
| ----------- | -------------------------- | ------------------------------ | ------------------------------------------ |
| 人口        | 9万7118人（2019年）        | 1億2626万人（2019年）          | 日本はアンティグア・バーブーダの約1300倍   |
| 国土面積    | 440 km²                    | 37万7972 km²                   | 日本はアンティグア・バーブーダの約859倍    |
| 首都        | セントジョンズ             | 東京都                         |                                            |
| 最大都市    | セントジョンズ             | 東京都区部                     |                                            |
| 政体        | 立憲君主制                 | （民主制）議院内閣制           |                                            |
| 公用語      | 英語                       | 日本語（事実上）               |                                            |
| 国教        | なし                       | なし                           |                                            |
| GDP（名目） | 16億6196万米ドル（2019年） | 5兆819億6954万米ドル（2019年） | 日本はアンティグア・バーブーダの約3057.8倍 |
| 地図        |                            |                                |                                            |

## 歴史
1981年11月1日にアンティグア・バーブーダはイギリスから独立すると、同月6日には日本はこれを承認。およそ一年後の1982年10月4には外交関係が樹立した。1984年より日本側は在トリニダード・トバゴ日本国大使館が同国を兼轄している。一方、アンティグア・バーブーダ側は大使館を未設置。ただし1997年5月に在東京アンティグア・バーブーダ名誉領事館を設置して、1997年7月より駐日大使を任命した。
2017年9月、カリブ海に超大型ハリケーン・イルマが襲来。アンティグア・バーブーダは最大の被害国の一つとなり、子供一人が死亡したうえ、バーブーダ島の全域が冠水、建造物95％に何らかの被害を受けて「ほぼ居住不可能」と報じられた。これを受け日本政府は友好国としてアンティグア・バーブーダに緊急援助や人道支援を実施している。

## 現況

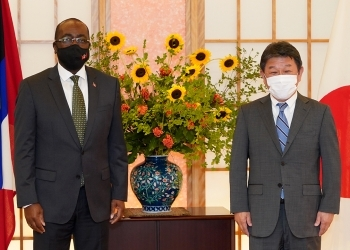
日・アンティグア・バーブーダ外相会談（2021年8月）

地理的に遠く、歴史的に接点が少ない。また両国は経済規模が大きく異なっており、経済援助を除けば交流が少ないのが現状である。アンティグア・バーブーダを訪れた日本要人は少ない。ただし2006年にはアンティグア・バーブーダの首相として初めてボールドウィン・スペンサーが訪日して小泉純一郎と首脳会談を実施し、両国の関係強化を図っている。2014年には安倍晋三が総理大臣としてトリニダード・トバゴを訪問し、現地で当時首相であったガストン・ブラウンと会談を行っている。捕鯨問題については、当初は強固な反捕鯨国であったが、現在では日本の立場を支持する国家である。
経済面では、ガストン・ブラウンは日本のアベノミクスを真似て経済活性化政策「ガストノミクス」を推し進めている。しかしその取り組みはまだ不十分として日本に支援を求めており、実際に日本はアンティグア・バーブーダに70億円以上（2016年までの累計）の経済支援を実施した同国の主要援助国となっている。主要な支援内容は、災害とくにハリケーンにアンティグア・バーブーダは脆弱である事から環境・防災面での支援と、水産センターの建設や水産関連機材の供与といった水産面での支援である。
貿易は、日本の大幅な赤字が継続している。2018年のアンティグア・バーブーダの対日貿易輸出額は307億円に対し、輸入額は20.4億円であった。輸出品は主に蒸留酒で、イングリッシュ・ハーバーといった銘酒が知られている。主要な輸入品は自動車である。
文化的交流としては、2000年に日本文化紹介派遣が実施され、凧・独楽といった伝統的な日本玩具の紹介と実演が行われた。

## 外交使節

### 駐アンティグア・バーブーダ日本大使
在トリニダード・トバゴ大使が兼轄

### 駐日アンティグア・バーブーダ大使
1. アンソニー・リバプール（本国常駐、1997年～、信任状捧呈は2008年1月9日[15]）